# Husqvarna FF
Husqvarna FF er en svensk fodboldklub fra Huskvarna i Jönköping kommune. Klubben blev grundlagt i 1987 gennem en sammenlægning af fodboldafdelingerne i Husqvarna IF og Huskvarna Södra IS. Hjemmebanen ligger ved sportskomplekset Vapenvallen.
Klubbens bedste placering kom i 1999, da man spillede én sæson i Superettan med en 11. plads og nedrykning som resultat. Siden 2006 har klubben spillet i Sveriges tredjebedste række Division 1, med en 5. plads som bedste placering.

## Kendte spillere
- Mattias Bjärsmyr
- Sebastian Göransson
- Zlatan Muslimović